# Ben 10 (televíziós sorozat, 2016)
A Ben 10 2016 és 2021 között vetített amerikai televíziós 2D-s számítógépes animációs sorozat, amelyet a Man of Action alkotott, a 2005-ös Ben 10 című rajzfilmsorozat alapján. Az új sorozatot 2015 júniusában jelentették be 2016-os indulásra. Később kiderült, a sorozat először Ausztráliában, Európában és Ázsiában mutatkozik be, majd 2017 elejétől Amerikában is látható lesz. A sorozat világpremierje 2016. október 1-én Ausztráliában volt, Magyarországon 2016. október 10-én, a "nemzetközi Ben 10-napon" mutatták be. Amerikában 2017. április 11-én mutatta be a Cartoon Network.

## Ismertető
A sorozat Ben Tennyson életét követi, miután egy este megtalálja az Omnitrix nevű idegen szerkezetet, melynek segítségével tíz különböző űrlénnyé képes átváltozni. Ben a tíz idegen segítségével segít a bajba jutottakon. Ebben segítségére van nagyapja, Max, aki korábban földönkívüliek ellen küzdött, illetve unokatestvére, Gwen.

## Szereposztás

### Főszereplők
| Szereplő      | Eredeti hang         | Magyar hang                                  |
| ------------- | -------------------- | -------------------------------------------- |
| Ben Tennyson  | Tara Strong          | Boldog Gábor                                 |
| Gwen Tennyson | Montserrat Hernandez | Csifó Dorina (1. hang) Gulás Fanni (2. hang) |
| Max Tennyson  | David Kaye           | Várkonyi András                              |

### Mellékszereplők
| Szereplő              | Eredeti hang                                     | Magyar hang                                                                  |
| --------------------- | ------------------------------------------------ | ---------------------------------------------------------------------------- |
| Phil Billings         | John DiMaggio                                    | Kőszegi Ákos (1. hang) Koncz István (2. hang)                                |
| Csupakéz              | John DiMaggio                                    | Faragó András (1. hang) Törköly Levente (2. hang) Seder Gábor (3. hang)      |
| Zombozo               | John DiMaggio                                    | Kapácsy Miklós (1. hang) Schneider Zoltán (2. hang)                          |
| Ben 10000             | Fred Tatasciore                                  | Varga Gábor                                                                  |
| Lánglovag             | Daryl Sabara                                     | Gacsal Ádám                                                                  |
| Villámmanó            | Josh Keaton                                      | Seder Gábor                                                                  |
| Gyémántfej            | Roger Craig Smith                                | Petridisz Hrisztosz                                                          |
| Gőzkovács             | Roger Craig Smith                                | Vida Péter                                                                   |
| Ágyúgolyó             | Travis Willingham                                | Bognár Tamás                                                                 |
| Tim Buktu             | Travis Willingham                                | Schneider Zoltán                                                             |
| Meti                  | David Sobolov                                    | Ősi Ildikó (1. hang) Varga Rókus (2. hang)                                   |
| Ragacska              | Todd Haberkorn                                   | Kilin Bertalan (1. hang) Jelinek Márk (2. hang)                              |
| Tetrax                | Todd Haberkorn                                   | Holl Nándor                                                                  |
| Hátulütő              | Todd Haberkorn                                   | Sörös Miklós                                                                 |
| Venyige               | David Hornsby                                    | Szabó Andor (1. hang) Szokol Péter (2. hang)                                 |
| Reppencs              | Greg Cipes                                       | Joó Gábor (1. hang) Kossuth Gábor (2. hang)                                  |
| Kevin Levin           | Greg Cipes                                       | Berkes Bence                                                                 |
| Gax                   | Yuri Lowenthal                                   | Markovics Tamás                                                              |
| Hex                   | Robin Atkin Downes                               | Dolmány Attila (1. hang) Barabás Kiss Zoltán (2. hang) Varga Rókus (3. hang) |
| Dr. Animo             | Dwight Schultz                                   | Imre István (1. hang) Bácskai János (2. hang)                                |
| Rémhaj                | Jessica DiCicco                                  | Csuha Bori                                                                   |
| Billy Billió          | Gunnar Sizemore                                  | Pál Dániel Máté                                                              |
| Vízöntő               | Max Mittelman                                    | Baráth István                                                                |
| Todd                  | Max Mittelman                                    | Moser Károly                                                                 |
| Michael Hajnalcsillag | Drake Bell (1. hang) Yuri Lowenthal (2. hang)    | Moser Károly                                                                 |
| Xingo                 | Tom Kenny                                        | Kerekes József                                                               |
| Sally                 | Tara Strong                                      | Solecki Janka                                                                |
| I.J. Crowling         | Tara Strong                                      | Ősi Ildikó                                                                   |
| Sokkoló               | David Kaye                                       | Dolmány Attila                                                               |
| Óriásszaurusz         | David Kaye                                       | Rába Roland                                                                  |
| Frász                 | Dee Bradley Baker                                | Papp Dániel                                                                  |
| Örök Lovag            | Roger Craig Smith (1. hang) David Kaye (2. hang) | Sótonyi Gábor                                                                |

### Magyar változat
A szinkront a Turner Broadcasting System megbízásából az SDI Media Hungary készítette.
- Magyar szöveg: Csányi Zita
- Hangmérnök: Császár Bíró Szabolcs, Böhm Gergely
- Vágó: Wünsch Attila
- Gyártásvezető: Németh Piroska
- Szinkronrendező: Faragó József
- Produkciós vezető:
- Felolvasó: Endrédi Máté

További karakterek magyar hangjai
- Bertalan Ágnes – filmrendező
- ifj. Boldog Gábor – Zárlat
- Kossuth Gábor - Zökkenő
- Törköly Levente – Nagymatek

További magyar hangok: Agócs Judit, Ács Balázs, Barbinek Péter, Berkes Bence, Csuha Lajos, Dézsy Szabó Gábor, Elek Ferenc, Háda János, Horváth-Töreki Gergely, Kassai Ilona, Kokas Piroska, Koncz István, Kossuth Gábor, Láng Balázs, Nádasi Veronika, Németh Gábor, Pálfai Péter, Pálmai Szabolcs, Pupos Tímea Solecki Janka, Szokol Péter, Szokolay Ottó, Vass Gábor, Várday Zoltán, Vári Attila

## Epizódok
| Évad | Évad | Epizódok | Eredeti sugárzás                   | Eredeti sugárzás                       | Magyar sugárzás   | Magyar sugárzás   |
| Évad | Évad | Epizódok | Évadpremier                        | Évadfinálé                             | Évadpremier       | Évadfinálé        |
| ---- | ---- | -------- | ---------------------------------- | -------------------------------------- | ----------------- | ----------------- |
|      | 1    | 40       | 2016. október 1. 2017. április 10. | 2017. május 28. 2017. november 22.     | 2016. október 10. | 2017. július 7.   |
|      | 2    | 40       | 2017. október 3. 2018. február 19. | 2018. szeptember 22. 2018. október 26. | 2017. október 23. | 2018. október 31. |
|      | 3    | 52       | 2019. január 26. 2019. február 23. | 2019. november 30.                     | 2019. március 11. | 2019. október 14. |
|      | 4    | 32       | 2020. január 19.                   | 2020. július 14. 2020. szeptember 18.  | 2020. március 23. | 2020. október 9.  |